# Linda Harrison
Linda Melson Harrison (nascuda el 26 de juliol de 1945) és una actriu nord-americana de televisió i cinema. Va interpretar a Nova al clàssic de la pel·lícula de ciència-ficció El planeta dels simis (1968) i la primera seqüela, Beneath the Planet of the Apes; va fer un cameo al remake de Tim Burton el 2001 de l’original. Va ser membre habitual del repartiment de la sèrie de televisió NBC de 1969–70 Bracken's World. Va ser la segona esposa del productor de cinema Richard D. Zanuck i mare del productor Dean Zanuck.

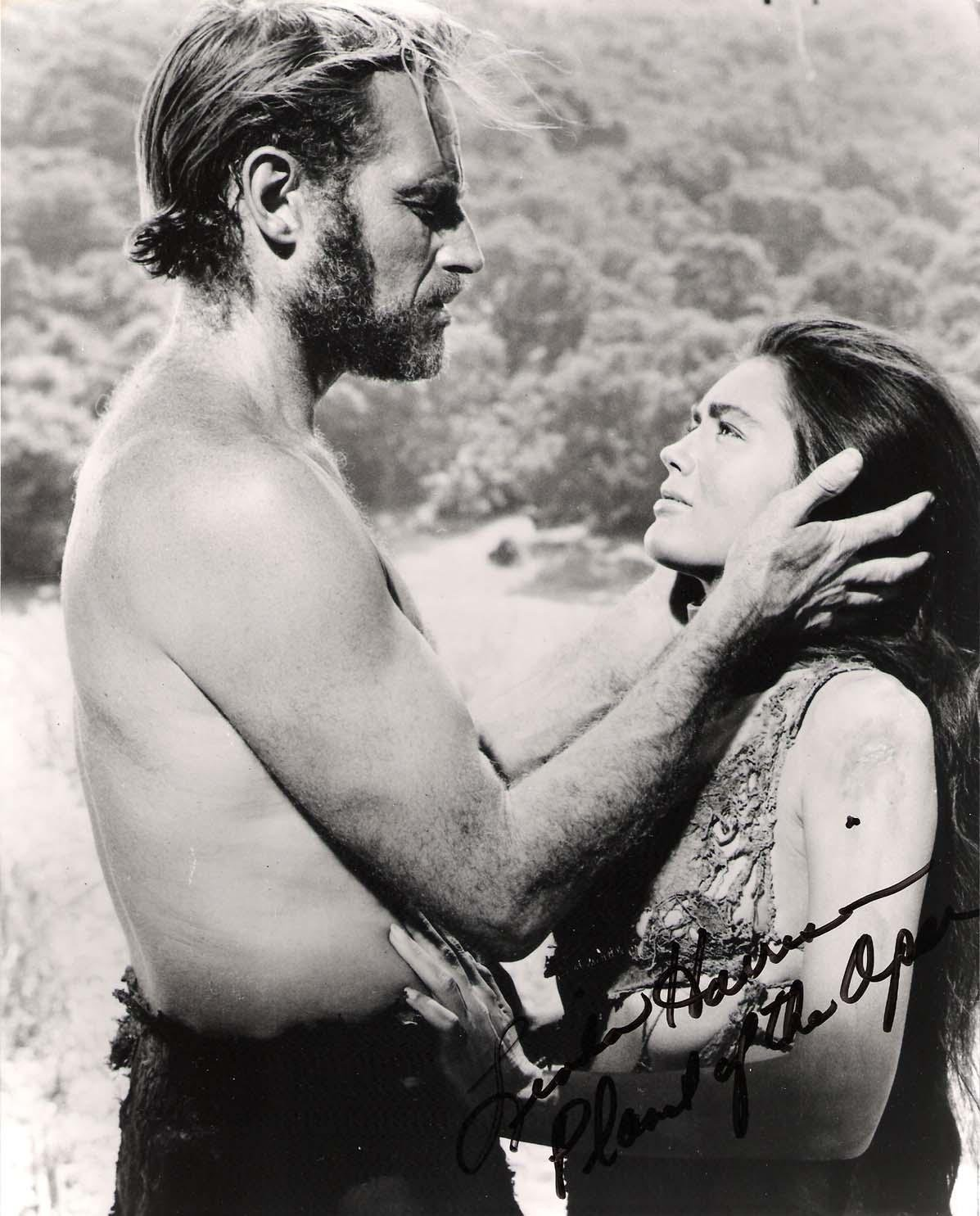
Heston i Harrison al "Planeta dels simis"

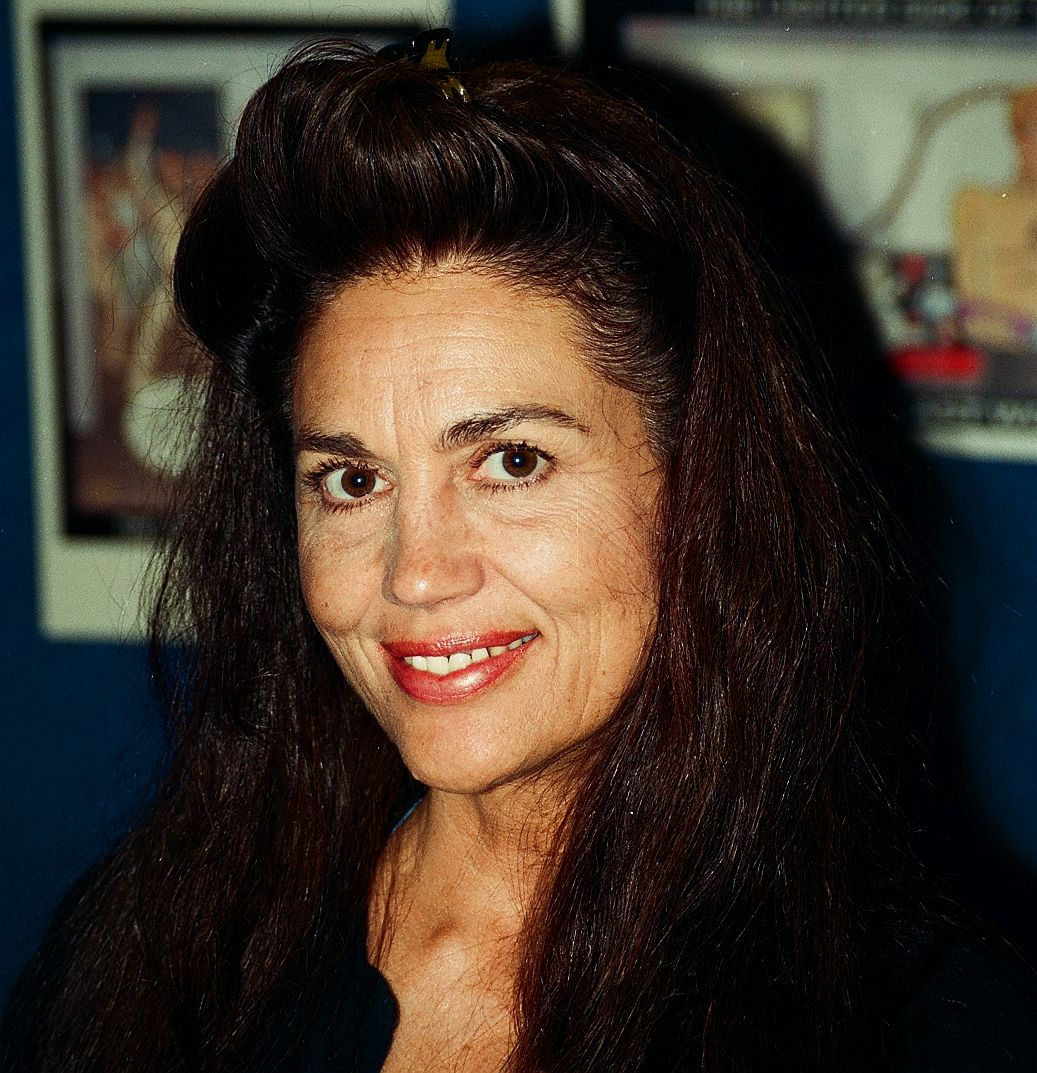
Linda Harrison el 2002

## Biografia
Linda Melson Harrison va néixer a Berlin (Maryland). Va ser la tercera de les cinc filles d'Isaac Burbage Harrison, un viver, i de la seva dona, Ida Virginia Melson, esteticista. Era la filla mitjana, amb dues germanes grans, Kay i Gloria, i dues germanes petites, Jane i Joan. V aprendre classes de gimnàstica i ballet des dels sis anys i aviat va començar a actuar. Quan va decidir ser actriu, va viatjar a Califòrnia per tal de participar a Miss Amèrica. Va prendre classes d’art dramàtic i actuà com a presentadora a televisions locals.
Durant el desenvolupament d'aquest concurs, Harrison "va ser descoberta" per Mike Medavoy de la 20th Century Fox i li va proposar convertir-se en actriu signant un contracte per 7 anys.
Després d'aparèixer en papers menors en algunes sèries i comèdies americanes en 1966. Va saltar a la fama gràcies al seu paper de "Nova", la primitiva humana muda que acompanya al coronel Taylor (Charlton Heston) en la popular pel·lícula El planeta dels simis i en la seva seqüela Beneath the Planet of the Apes, on només pronuncia una paraula en forma d'exclamació, cèlebre en la història del cinema fantàstic: "Taylor!".
En les proves i rodatges d'assaig va conèixer a Richard D. Zanuck, un productor amb qui va establir una relació sentimental. Inicialment Harrison anava a interpretar a Zira, la doctora; però el paper va recaure en Kim Hunter i Heston dubtava una miqueta de conferir el paper de Nova a Harrison a causa de la seva timidesa; però Heston va col·laborar amb Harrison per a establir una química entre els dos personatges, Taylor i Nova que va traspassar la pantalla.
En 1967, Harrison va qualificar un càsting per a interpretar Wonder Woman, una dels primers intents de televisió, però la sèrie no va prosperar.
En 1969, Harrison es va casar amb Zanuck i van tenir dos fills: Harrison i Dean Zanuck nascuts en 1971 i 1972 respectivament. La parella es va divorciar en bons termes en 1978.
Va participar també en un cameo de la nova versió de la saga El planeta dels simis de Tim Burton, en 2001 en conjunt amb Charlton Heston en una de les seves últimes aparicions en vida. Altres participacions destacables les va realitzar en els films Airport 1975, Cocoon i Cocoon: The Return realitzades per Zanuck.
Va ser premiada amb el trofeu de la Maria Honorífica atorgat pel XLI Festival Internacional de Cinema Fantàstic de Catalunya, en mèrit a la seva trajectòria al cinema fantàstic en 2008.Actualment resideix semiretirada en la seva llar a Maryland.

## Filmografia

### Cinema
| Any  | Pel·lícula                     | Director                     | Paper                                        |
| ---- | ------------------------------ | ---------------------------- | -------------------------------------------- |
| 1966 | The Fat Spy                    | Joseph Cates                 | Caçadora de tresors                          |
| 1966 | Way...Way Out                  | Gordon Douglas               | Peggy                                        |
| 1967 | A Guide for the Married Man    | Gene Kelly                   | Miss Stardust                                |
| 1968 | El planeta dels simis          | Franklin J. Schaffner        | Nova                                         |
| 1970 | Beneath the Planet of the Apes | Ted Post                     | Nova                                         |
| 1974 | Airport 1975                   | Jack Smight                  | Winnie (acreditada com "Augusta Summerland") |
| 1985 | Cocoon                         | Ron Howard                   | Susan                                        |
| 1988 | Cocoon: The Return             | Daniel Petrie                | Susan                                        |
| 1995 | La llegenda de Wild Bill       | Walter Hill                  | Madam                                        |
| 2001 | Planet of the Apes             | Tim Burton                   | Dona al carro                                |
| 2022 | Midnight Massacre              | Travis Bowen (lead director) | Quinia Brutus                                |

### Televisió
| Any       | Programa                                    | Episodi                              | Paper                                             |
| --------- | ------------------------------------------- | ------------------------------------ | ------------------------------------------------- |
| 1966      | Men Against Evil                            | Pilot                                | Ciclista                                          |
| 1966      | Batman                                      | The Joker Goes to School             | Cheerleader II                                    |
| 1966      | Batman                                      | He Meets His Match, The Grisly Ghoul | Cheerleader II                                    |
| 1967      | Wonder Woman: Who's Afraid of Diana Prince? | Curt                                 | Wonder Woman – Reflex (sense acreditar)           |
| 1969      | The Tonight Show Starring Johnny Carson     | Dimedres, 19 de novembre de 1969     | Ella mateixa                                      |
| 1969–1970 | Bracken's World                             | 41 episodis                          | Paulette Douglas                                  |
| 1975      | Barnaby Jones                               | "The Alpha Bravo War"                | Dori Calder (acreditada com "Augusta Summerland") |
| 1976      | Switch                                      | Death Squad                          | Jill Martin (acreditada com "Augusta Summerland") |
| 1977      | Barnaby Jones                               | The Damocles Gun                     | Jan Redbow (acreditada com "Augusta Summerland")  |
| 1998      | Behind the Planet of the Apes               | Documental                           | Ella mateixa                                      |
| 2014      | Inside Edition                              | Episodi #25.221                      | Ella mateixa                                      |